# Alberga, Eskilstuna kommun
Alberga är en tätort i Eskilstuna kommun belägen i Öja socken 25 km sydväst om centralorten och 2 km norr om Hjälmaresund. Orten kallas ibland även Stora Sundby, som är namnet på den postort Alberga ligger i och även det närbelägna slottet Stora Sundby slott.
Namnet Alberga kommer troligen från "Alnäset", ett numera (efter Hjälmarens sänkning) försvunnet näs. "Alnäsets berg" kan ha dragits samman till "Alberga".

## Befolkningsutveckling
| Befolkningsutvecklingen i Alberga, Eskilstuna kommun 1965–2020 | Befolkningsutvecklingen i Alberga, Eskilstuna kommun 1965–2020 | Befolkningsutvecklingen i Alberga, Eskilstuna kommun 1965–2020 | Befolkningsutvecklingen i Alberga, Eskilstuna kommun 1965–2020 | Befolkningsutvecklingen i Alberga, Eskilstuna kommun 1965–2020 |
| -------------------------------------------------------------- | -------------------------------------------------------------- | -------------------------------------------------------------- | -------------------------------------------------------------- | -------------------------------------------------------------- |
|                                                                |                                                                |                                                                |                                                                |                                                                |
| År                                                             |                                                                |                                                                | Folkmängd                                                      | Areal (ha)                                                     |
| 1965                                                           | 1965                                                           |                                                                | 267                                                            |                                                                |
| 1970                                                           | 1970                                                           |                                                                | 315                                                            |                                                                |
| 1975                                                           | 1975                                                           |                                                                | 406                                                            |                                                                |
| 1980                                                           | 1980                                                           |                                                                | 402                                                            |                                                                |
| 1990                                                           | 1990                                                           |                                                                | 377                                                            | 36                                                             |
| 1995                                                           | 1995                                                           |                                                                | 395                                                            | 40                                                             |
| 2000                                                           | 2000                                                           |                                                                | 402                                                            | 42                                                             |
| 2005                                                           | 2005                                                           |                                                                | 410                                                            | 42                                                             |
| 2010                                                           | 2010                                                           |                                                                | 395                                                            | 42                                                             |
| 2015                                                           | 2015                                                           |                                                                | 405                                                            | 59                                                             |
| 2020                                                           | 2020                                                           |                                                                | 416                                                            | 57                                                             |
| Anm.: Ny tätort 1965                                           |                                                                |                                                                |                                                                |                                                                |

## Kommunikationer
Alberga har bussförbindelse till centrala Eskilstuna genom Citybussen.
Länsväg 230 går härifrån österut mot Eskilstuna. Riksväg 56 går söderut mot Katrineholm samt norrut mot Kungsör och vidare anslutning till E20.

## Idrott
I Alberga finns en idrottsförening, Stora Sundby GoIF som använder idrottsanläggningen Hammargärdets IP. Vid idrottsplatsen finns även en lägercamp.

## Vägskyltar
Orten uppmärksammades, även i riksmedierna, under april 2011 då skyltar med ortens rätta namn sattes upp 48 år försenade. Under dessa år var Alberga skyltat Stora Sundby. Förseningen berodde på ett förbiseende av väghållningsmyndigheterna, något som trafikverket alltså rättade till nära nog 50 år för sent.